# Eduardo Carrasco Vilches
Eduardo Carrasco Vilches (Santiago, 9 de enero de 1911-Santiago, 18 de febrero de 1999) fue un militar y masón chileno, tuvo cargos de intendente en la región de la Araucanía (1953 - 1956), subdirector de la escuela de infantería de San Bernardo, comandante del regimiento Tucapel de Temuco, agregado militar de Chile en Ecuador y director representante de la academia de guerra de Chile en Ecuador.

## Biografía
Eduardo Carrasco Vilches fue hijo de Arturo Carrasco Abarca y Amelia Vilches Carreño. Nació en Santiago (9 de enero de 1911-18 de febrero de 1999) y sus hermanos fueron Amelia, Ana y Tulio. Estudió en el liceo Amunategui hasta 2.º de Humanidades para luego ingresar a la Escuela Militar como Cadete hasta el año de egreso 1929 como subteniente. Luego siguió su carrera como infante en la rama de infantería, y debido a sus buenas calificaciones después de su egreso continuó en la Escuela Militar como profesor de la Escuela, alcanzado su último cargo como Coronel del Ejército.
Años más tarde se casó en el año 1939 con Laura Morales Orozco, teniendo a su primer hijo en octubre del mismo año llamado Patricio Eduardo. Luego en el año 1942 y 1946 tuvo 2 hijas más, llamadas María Cecilia y María de la Luz respectivamente. Fue abuelo de 11 nietos, 10 mujeres y 1 varón el que le siguió los pasos como militar.

## Carrera militar
En 1950 tuvo su primer traslado a la ciudad de Los Ángeles (actualmente región del BioBío) y luego a la ciudad de Concepción hasta el año 1953. Ese mismo año fue trasladado a Cautín como director del regimiento Tucapel y elegido por el presidente Carlos Ibáñez del Campo como intendente de la región de la Araucanía.
Más tarde en el año 1956 fue trasladado como agregado militar de Chile en Ecuador a Quito hasta 1959 que volvió a Chile, y en ese mismo año fue retirado del ejército debido a tener un pensamiento distinto. Muchos años más tarde muere en Santiago el día 18 de febrero del año 1999 debido a causas naturales.